# Loneliness of Neglect
The Loneliness of Neglect è un cortometraggio muto del 1912 diretto da Allan Dwan.

## Produzione
Il film fu prodotto dalla Flying A (American Film Manufacturing Company).

## Distribuzione
Distribuito dalla Film Supply Company, il film - un cortometraggio in una bobina - uscì nelle sale cinematografiche USA il 30 dicembre 1912 e in quelle britanniche il 22 febbraio 1913.